# Сандрово
Са́ндрово (болг. Сандрово) — село в Русенській області Болгарії. Входить до складу общини Русе.

## Населення
За даними перепису населення 2011 року у селі проживали 1342 особи.
Національний склад населення села:
| Національність   | Кількість осіб | Відсоток |
| ---------------- | -------------- | -------- |
| болгари          | 1281           | 98,6 %   |
| турки            | 13             | 1,0 %    |
| не визначились   | 3              | 0,2 %    |
| Всього відповіли | 1299           |          |

Розподіл населення за віком у 2011 році:
Динаміка населення:

## Відомі уродженці
- Валентин Йорданов (26 січня 1960) — борець вільного стилю, семиразовий чемпіон світу, семиразовий чемпіон Європи, чемпіон Олімпійських ігор. Включений до Всесвітньої Зали слави Міжнародної федерації об'єднаних стилів боротьби (FILA).[5]